# Ulrich Beyer
Ulrich Beyer (ur. 23 lipca 1947 w Röddelin, zm. 20 października 1988 we Frankfurcie nad Odrą) – wschodnioniemiecki bokser, mistrz Europy z 1971.
Występował w kategorii lekkopółśredniej (do 63,5 kg). Zwyciężył w niej na Mistrzostwach Armii Zaprzyjaźnionych w 1969 w Kijowie. Zdobył złoty medal na mistrzostwach Europy w 1971 w Madrycie, gdzie w finale pokonał Calistrata Cuțova z Rumunii. Przegrał pierwszą walkę na igrzyskach olimpijskich w 1972 w Monachium z przyszłym mistrzem Sugar Rayem Sealesem ze Stanów Zjednoczonych.
Zdobył brązowy medal na mistrzostwach Europy w 1973 w Belgradzie, gdzie w półfinale reprezentant gospodarzy Marijan Beneš pokonał go przez techniczny nokaut. Brązowy medal wywalczył również na pierwszych mistrzostwach świata w 1974 w Hawanie, po wygraniu trzech walk i porażce w półfinale z późniejszym mistrzem Ayubem Kalule z Ugandy.
Na mistrzostwach Europy w 1975 w Katowicach zdobył ponownie brązowy medal (w półfinale pokonał go Walerij Limasow z ZSRR. Po wygraniu trzech walk dotarł do ćwierćfinału letnich igrzyskach olimpijskich w 1976 w Montrealu, w którym przegrał z późniejszym mistrzem Sugar Rayem Leonardem. Zdobył srebrny medal na mistrzostwach Europy w 1977 w Halle, przegrywając w finale z Bogdanem Gajdą. Wkrótce potem zakończył karierę bokserską.
Beyer był mistrzem NRD w wadze lekkopółśredniej w latach 1971–1977.